# フランスのレース

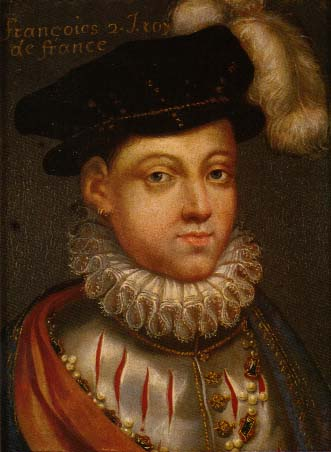
フランソワ2世（1544年 - 1560年）
母はカトリーヌ・ド・メディシス

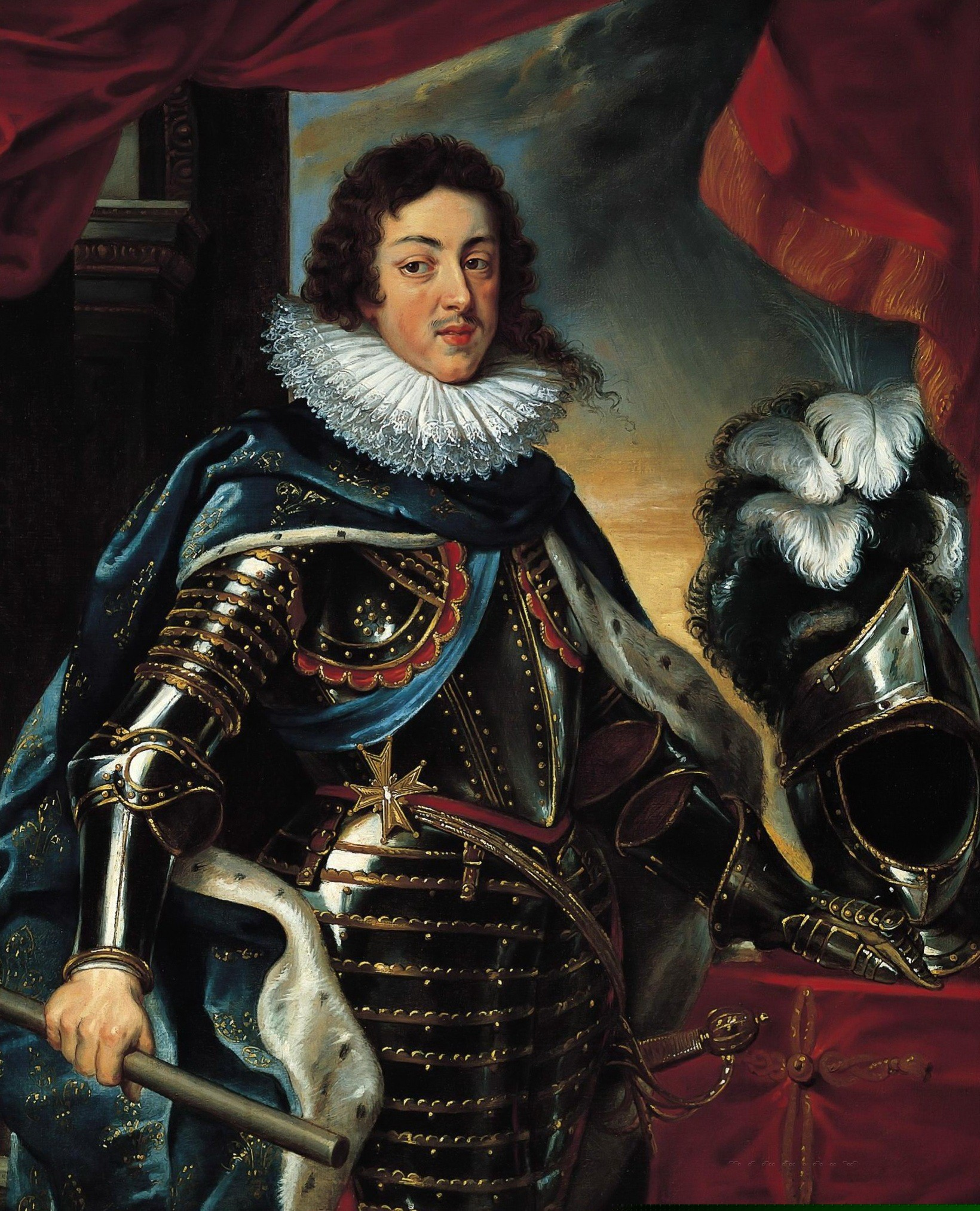
ルイ13世（1601年 - 1643年）
母はマリー・ド・メディシス

フランスのレースでは、フランスにおけるレース産業の発展と衰退、現代に伝承されたフランスのレースについて述べる。
フランスでは、王朝の繁栄とレースに密接な関係が見られた。レースが開発されて以来、フランスの歴代の王朝ではレースが国家予算を揺るがすほどの影響を及ぼした。また、フランスにおけるレースの発展は、フランス革命とほぼ同時に断絶した。

## 16世紀

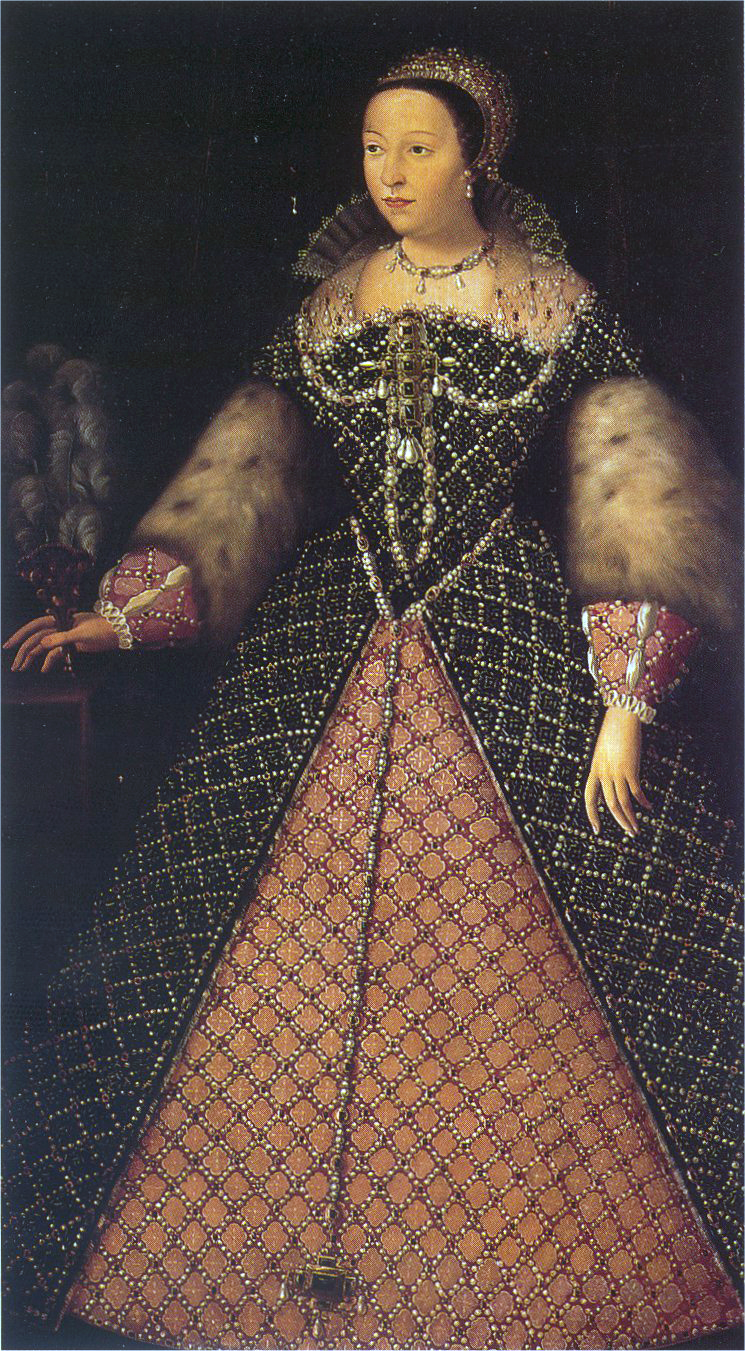
カトリーヌ・ド・メディシス（1519年 - 1589年）

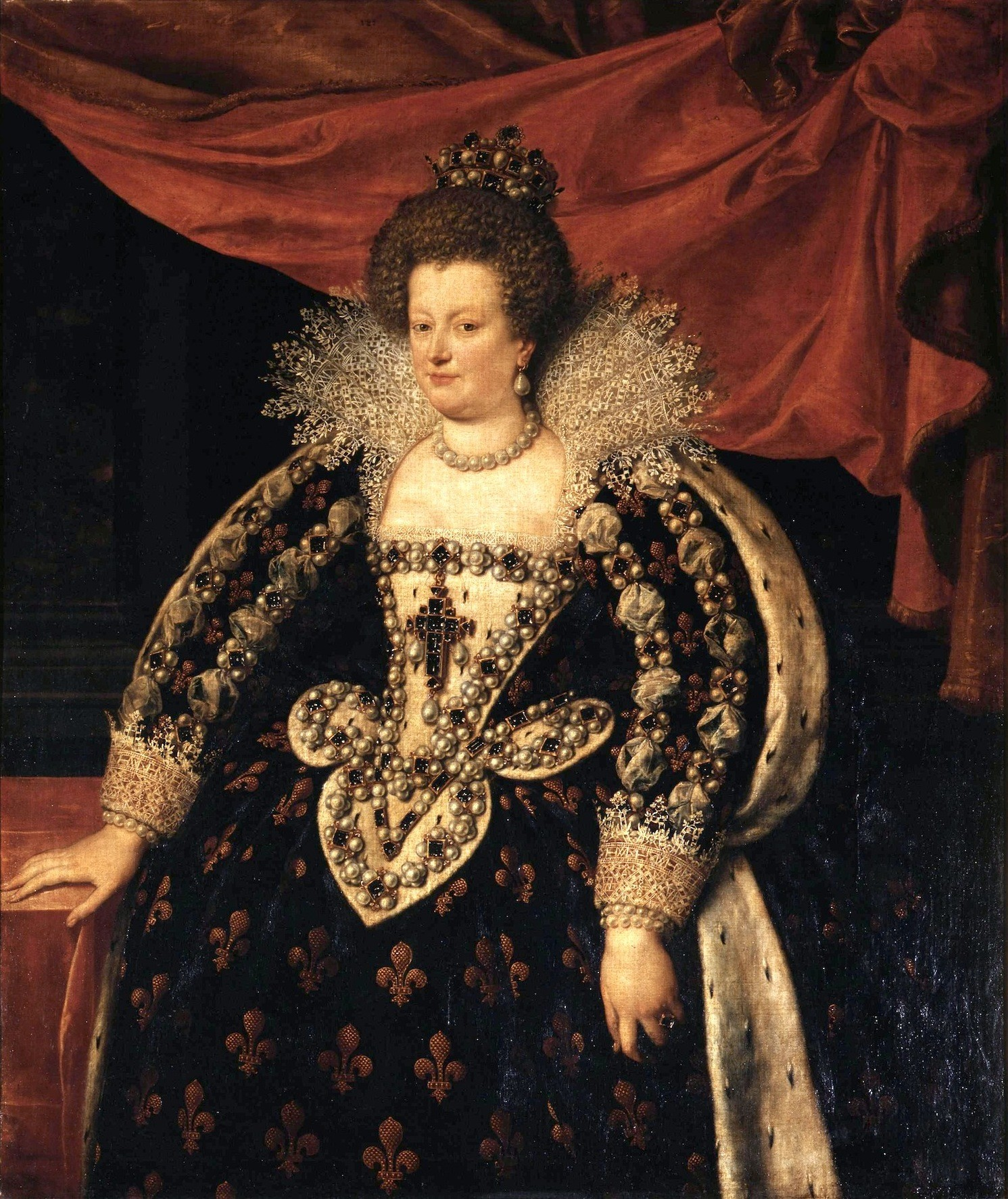
マリー・ド・メディシス（1575年 - 1642年）

1520年代にほぼ時を同じくして、フランドルのアントウェルペン界隈と、北イタリアのヴェネツィアで、組みひもを織る技術を発展させてボビンレースが生まれた。また、1540年代にヴェネツィアの刺繍師たちが、刺繍の技術を発展させ、布地の糸を抜き芯にして刺繍するレティセラを発明した。
16世紀半ばにヴェネツィアで流行したものは、ただちにアントウェルペンに伝わり、同時にパリやロンドンにも伝わった。1542年に、最初のパターンブックがヴェネツィアで出版され、ヴェネツィア商人の手によりきわめて早くヨーロッパ各地に伝わった。
16世紀末、イタリアのメディチ家出身の2人の王妃、カトリーヌ・ド・メディシスとマリー・ド・メディシスがフランスにイタリアの習慣を持ち込んだ。カトリーヌ・ド・メディシスは、ネット刺繍を作るのが好きだったといわれている。ネット刺繍はレースではなく、16世紀から17世紀にかけて、室内装飾として重要な役割を果たしており、ニードルレースをつなぐものとしてよく用いられた。ネット刺繍は17世紀半ばには商品価値のない女性の手作り品となった。
1580年頃には、レースで縁取ったフレーズ（円形の襞襟）が流行し始め、レースの需要が大きくなった。パリではレースがなくては優雅と言えないほどになった。アンリ3世は、1576年に交付した声明の中で、「普通の小貴族が、公爵や男爵のように着飾っている。彼らの容姿や妻を見ても平民と貴族の区別がない」と述べている。
16世紀末には、レースはそのすばらしさによって、宝石や豪華な布地以上に、ステイタスシンボルとなった。17世紀初頭にかけて、フランスの男性は、盆のような形の骨組みにとりつけたニードルレースの四角い衿を好み、衿とお揃いのカフスやスカーフ、ハンカチを身に付けた。女性は控えめにレースを使った。
1587年、ヴェネツィア生まれのレースデザイン職人ヴィンチオッロがパリに住み着き、デザインカタログを発表した。また、金銀糸によるレースがスペインを中心にイタリア・フランスで生産され、ポワン・デスパーニュ (point d'España) の名で、18世紀半ばまで通用していた。貴金属を回収するためにこのタイプのレースはほとんど鋳溶かされたため、ほとんど現存していない。

## 17世紀

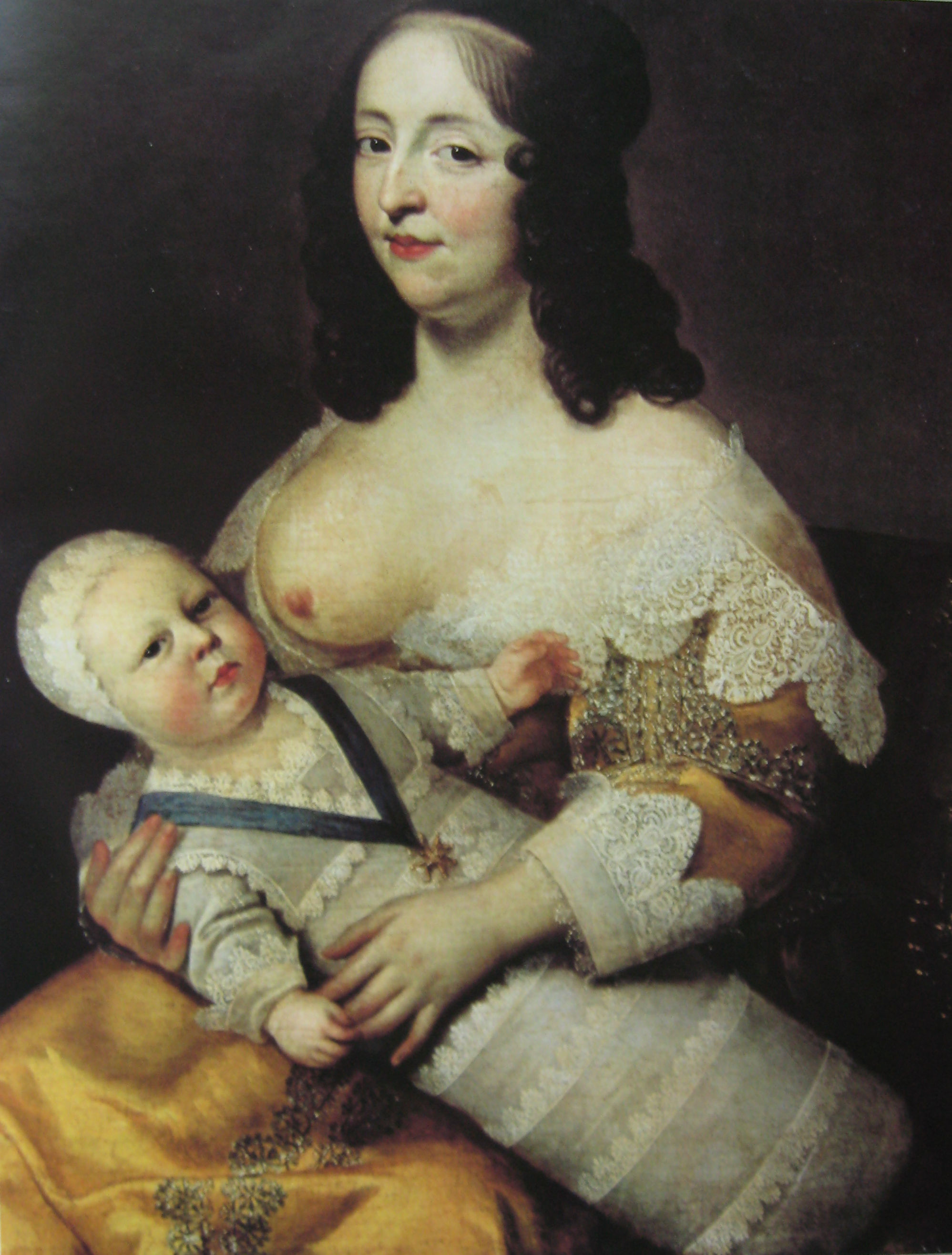
幼少のルイ14世と乳母
幼い王はボビンレース（パスマン）で飾った産着にくるまれている。乳母の衿はポワン・ド・フランスの網目を予測させる。スカラップの中央のモチーフは、幼い王を示す逆の百合の花である。（1638年頃描画）

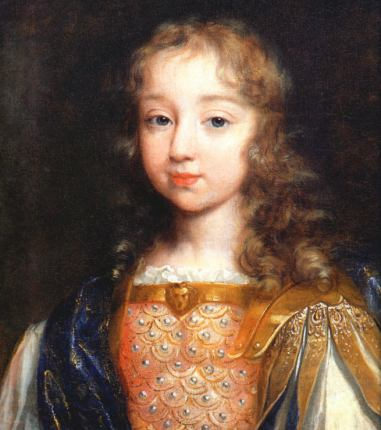
8歳のルイ14世

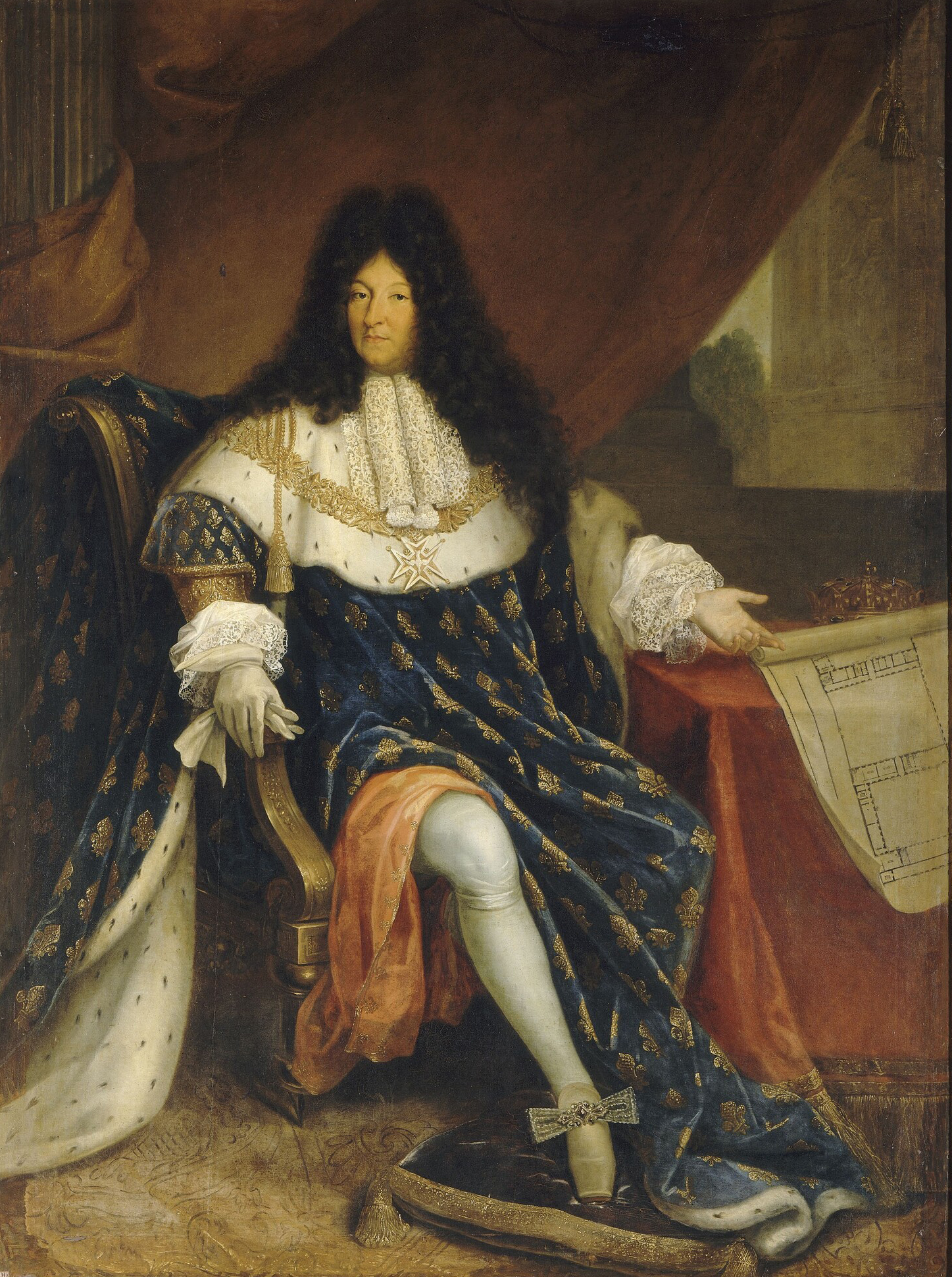
ルイ14世（1638年 - 1715年）
グロ・ポワン・ド・ヴニーズの2つの長方形からなる折り返った衿とお揃いのカフスを身に付けている。

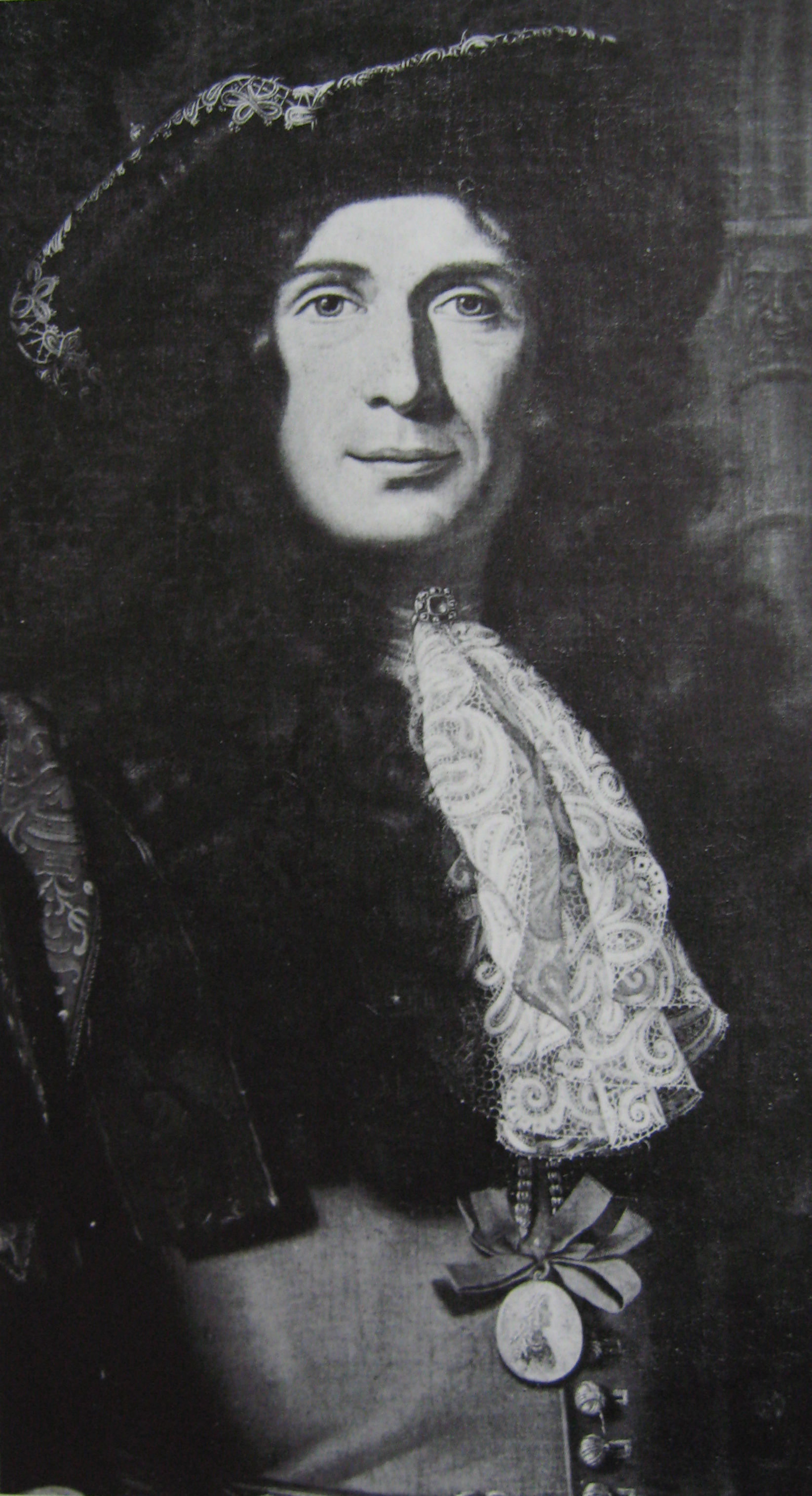
ニコラ・ラファブリック（自画像、1700年頃作）
ボビンレースのクラヴァットを身に付けている。

1620年頃、フレーズの長い歴史が終了した。1630年代の市民の間では、男性のシャツに手を半ば隠すほどの幅広いレースのカフスをつけ、大きく折り返したブーツの上にもレースを重ねた。肩帯や、手袋・ふくらはぎ・靴のフリンジにも金レースを、キュロットの縫い目にも金レースをつけた。ニードルレースの非常な高価な豪華なレースをつけるのはほとんど男性であった。一方女性は、1630年から1650年の間、あまりレースをつけなかった。特に、既婚女性はほとんど白のシンプルな布で作られたレースの縁取りの衿またはバーサ衿（両肩に垂れかかるレースの衿）とお揃いのカフスなどがの唯一の装飾であった。子供たちは大人と同じようにレースを身に付け、7歳までは男女の服は区別なかった。
イタリアではヴニーズ・プラが生産され、1650年代にはバロック様式の影響を受けてグロ・ポワン・ド・ヴニーズが登場し、大流行した（ヴェネツィアンレース）。それまでのレースとは程遠く、形体の肉付け、遠近法、りズミカルな力強さ、動的な楽しさ、重厚さを特徴としていた。1654年に即位したルイ14世は、グロ・ポワン・ド・ヴニーズの2つの長方形からなる折り返った衿を流行させた。揃いのカフス、ラングラーヴ（ズボンの裾を隠す小さなスカート）、カノン（両膝につける小さな輪状の飾り）などを身に付け、股を開いて歩かなければならなかった。グロ・ポワン・ド・ヴニーズを身に付けずには、誰も王宮に入れなかった。宮廷の女性たちはグロ・ポワン・ド・ヴニーズを、肩の周りのバーサや頭のストールとして身に付け、端折り上げたスカートからペティコートを見せた。家具にもグロ・ポワン・ド・ヴニーズを使った。1667年の王室の家具目録によれば、王がヴェルサイユの大運河を散策に使用する小船のアルコーヴのカーテンは、グロ・ポワン・ド・ヴニーズであった。
これらのレースはヴェネツィアでしか手に入らず、輸入額は莫大なものだった。ルイ14世の通商大蔵大臣コルベールは禁止令を何度も発令した。しかし何度発令されようと、レースを身に付けるものは後を絶たなかった。
一方、17世紀前半のフランス国内産業はフランドルやイタリアに比べ遅れていた。フランスのレース産業は麻文化の行き渡っていた北部全域、特にカレー、リール、スダン、アラス、ノルマンディーなどでボビンレース、ニードルレース産業がおこっていたが、はっきりとしたスタイルを持たず、地理的にも分散し、通商上もうまく構成されていなかった。パリの北側のオワーズ地方では、絹の黒いレースや金銀のレースが生産され、リヨンでは金銀のレースが生産されたが、必ずしも本物ではなかった。
このような中、コルベールは、自国通貨の国外流出を防ぐために、奢侈商品産業をフランス国内に導入することに努め、1665年8月5日に王立レース製作所設置と補助金の交付を宣言し、クノワ、スダン、シャトー＝ティエリ、ルーダン、アランソン、オーリヤックなどの都市に王立製作所を設置した。フランス王立製作所は当初は、グロ・ポワン・ド・ヴニーズの模造品の作成に注力した。ヴェネツィアから30人、フランドル地方から200人ほどの熟練女工たちを招くことを提案したが、実際には数を揃えることはできなかった。ヴェネツィアの元老院は出国禁止令を出し、外国に出たものが帰国すると裏切り者として、死刑の罰が待っていると警告した。これに対しコルベールは、在ヴェネツィア・フランス大使のポンジー枢機卿を通じてヴェネツィアの情報提供者からレース製作所の情報を得て、レースの生産高、価格、生産販売の仕組みを詳細に把握した。
その成果あって、1660年から1670年ころの、フランスのニードルレースは、ヴェネツィアのレースと同じ糸や技法が用いられており、区別することは難しい。唯一の違いは、ヴェネツィアの触覚的な美的感覚であり、あっさりしたフランス趣味と異なることと、ヴェネツィアの装飾が常に横に長く配置されるのに対して、フランスでは縦に長く配置され、柄が中心線の両側に当分に配置するフランス古典主義の名残が見られることである。
コルベールの構想は、ヴェネツィアンレースをフランスで作成するだけにとどまらず、ポワン・ド・フランスを作成することであった。画家や王のデザイナーを投入し、王立製作所で用いるデザインはパリから来るものに限り、レース製作を独占した。装飾デザイナーが最初に考え出した装飾の大きな襞飾りのレースは、アランソン、アルジャンタン、スダンのいずれかで作成された。女工や商人はレースを模倣することが出来ず、製品も仲介なしに販売することができないため、製作所に対して反逆し、アランソンでは暴動を引き起こし、不正行為が横行した。警察権の及ばない修道院では、レースを製造し販売し続けた。
1670年代、ポワン・ド・フランスは価値を認められた。ルイ14世は1666年6月の1ヶ月間に、王立製作所から18491リーヴルのポワン・ド・フランスを買ったと言われている。1670年頃から1690年頃、ポワン・ド・フランスの大きなフリル飾りは、ルイ14世の画家でゴブランと王立家具製作所の所長であったシャルル・ルブランの影響をうけた。シャルル・ルブランの年俸は11200リーヴルであった。当時最も有名な高級家具師アンドレ・シャルル・ブールの家具はおよそ8000リーヴル、シャルル・ボーブランが描いたマリー・テレーズ王妃の肖像画は750リーヴルであった。この時期のポワン・ド・フランスの幅広い壁飾りは質が高く非常に個性的で、この時代のフランス趣味、すなわち厳密な意味でのエレガンスを示している。
17世紀末、1685年のナント勅令廃止によりフランスの産業は大打撃をうけ、一方、ヴェネツィアやフランドル地方では、ピエス・ラポルテの技法によるレースが広まったことにより、ヴェネツィアやフランドル地方がフランスより有利な立場に立った。ピエス・ラポルテの技法はフランスでは禁止されていたが、それは部分部分で作られるため、丈夫でなく品質が劣っているという由であった。実際には、フランスでは16世紀から多量のボビンレース作成していたが、ニードルレースを追求して高めた信頼を裏切らずに、フランドル地方のレース工と競うことは出来なかった。北部のノルマンディーでは、ボビンレースが作成され続け、禁止されていたにもかかわらずピエス・ラポルテレースが作られていた。ヴェネツィアやフランドル地方ではポワン・ド・フランスを模倣し始めたが、この点でフランスに追いつくことは出来なかった。

## 18世紀

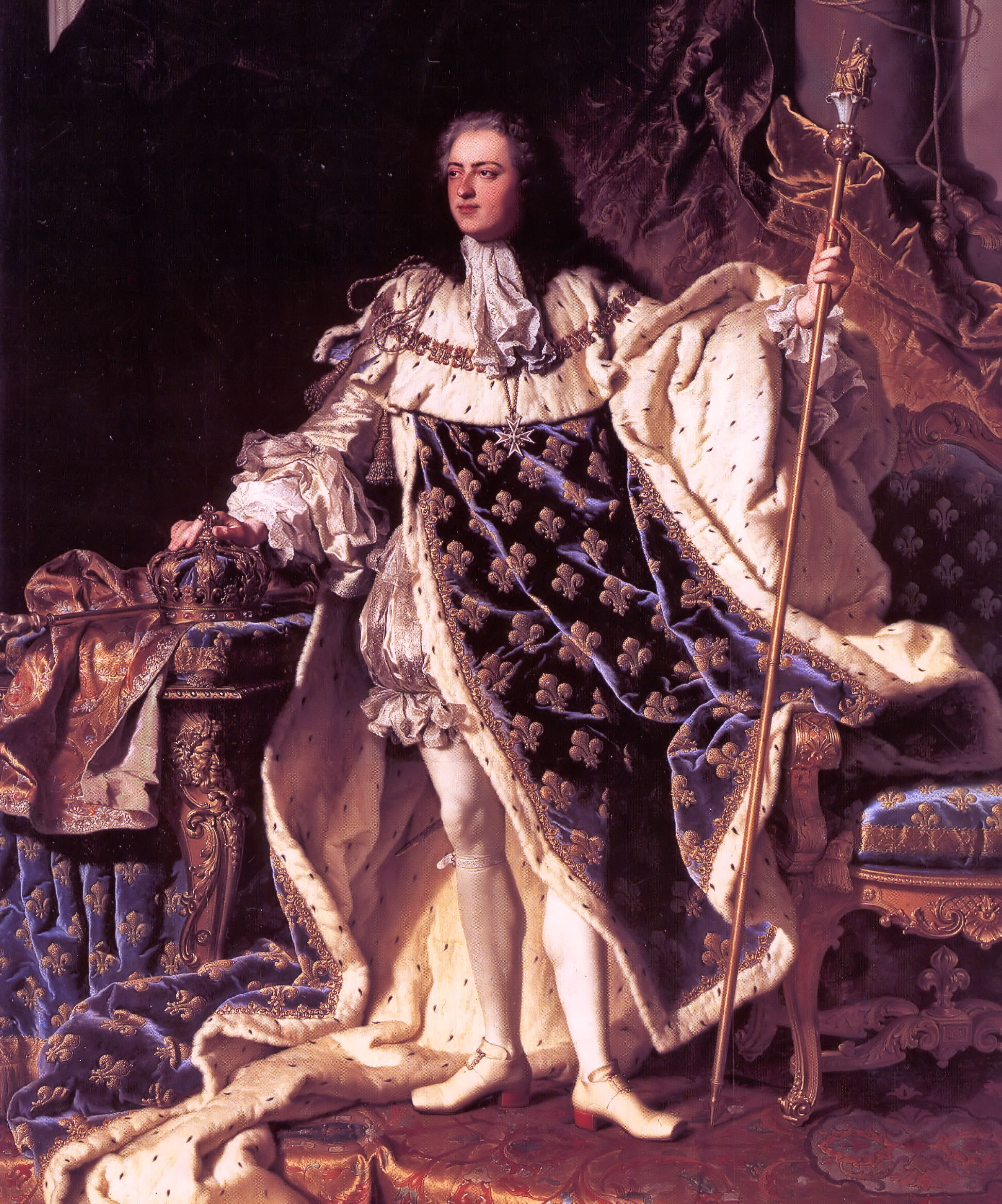
ルイ15世（1710年 - 1774年）

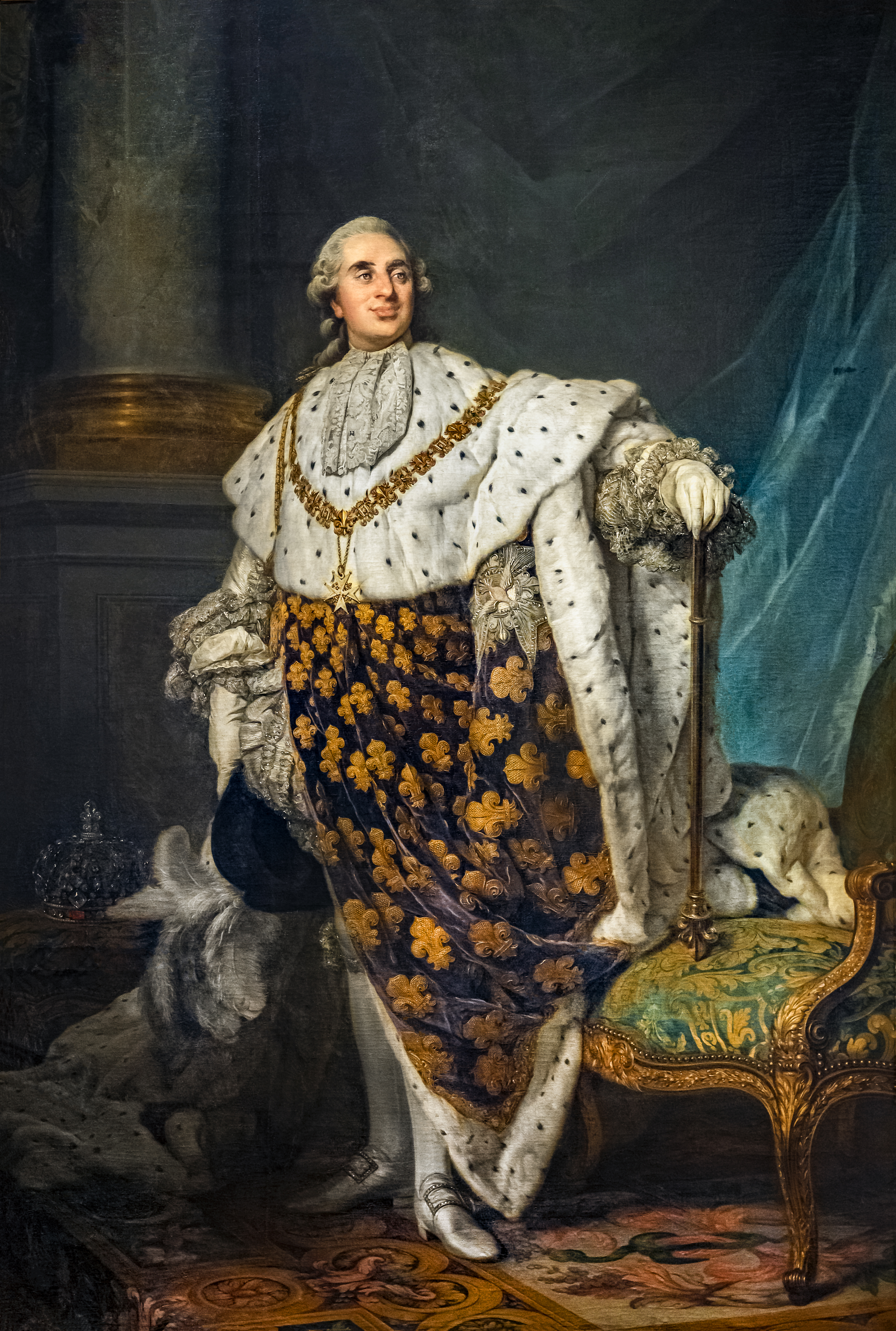
ルイ16世（1754年 - 1793年）

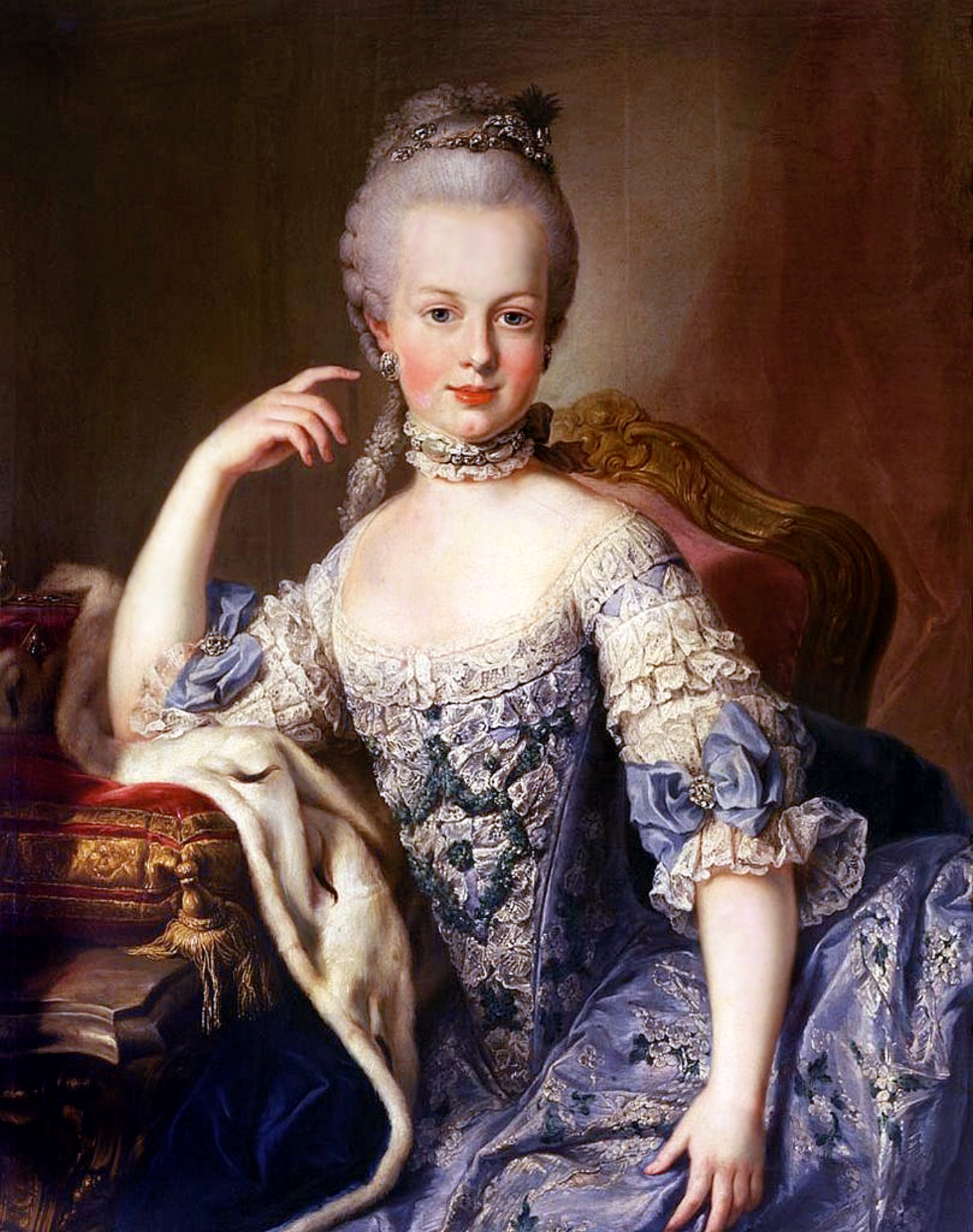
マリー・アントワネット（1755年 - 1793年）

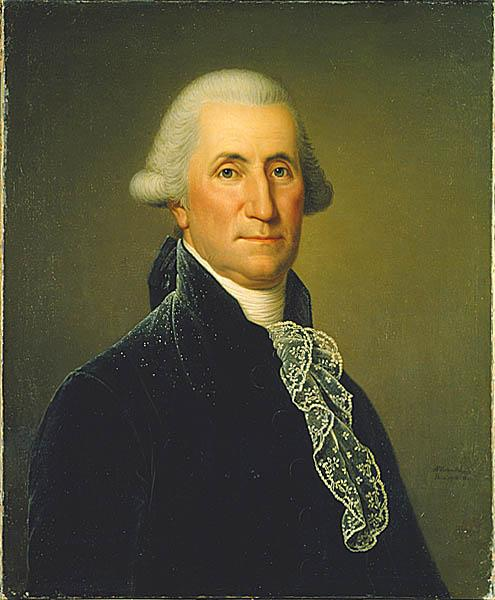
ジョージ・ワシントン（1732年 - 1799年）
アメリカ合衆国初代大統領はアランソンレースのジャボのついたシャツを着ている。この写真はレースをつけた大統領の唯一の肖像画である。

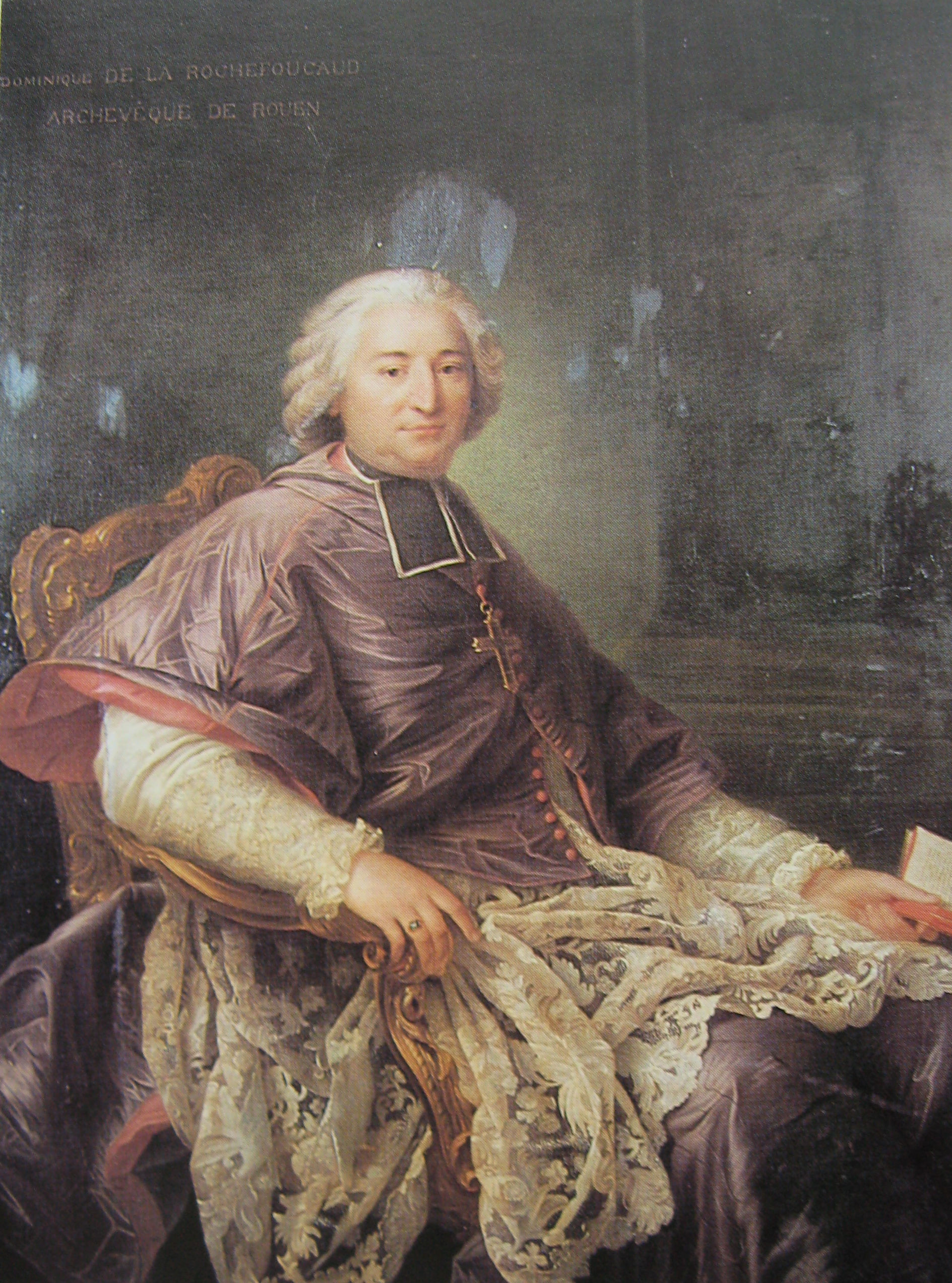
ルーアン大司教ラ・ロシュフコー枢機卿（1745年頃作）
ポワン・ド・フランスまたはアルジャンタンの裾飾りの祭服を身に付けている。これらのレースは彼の退職後、化粧台のレースなどに再利用されたかも知れない。

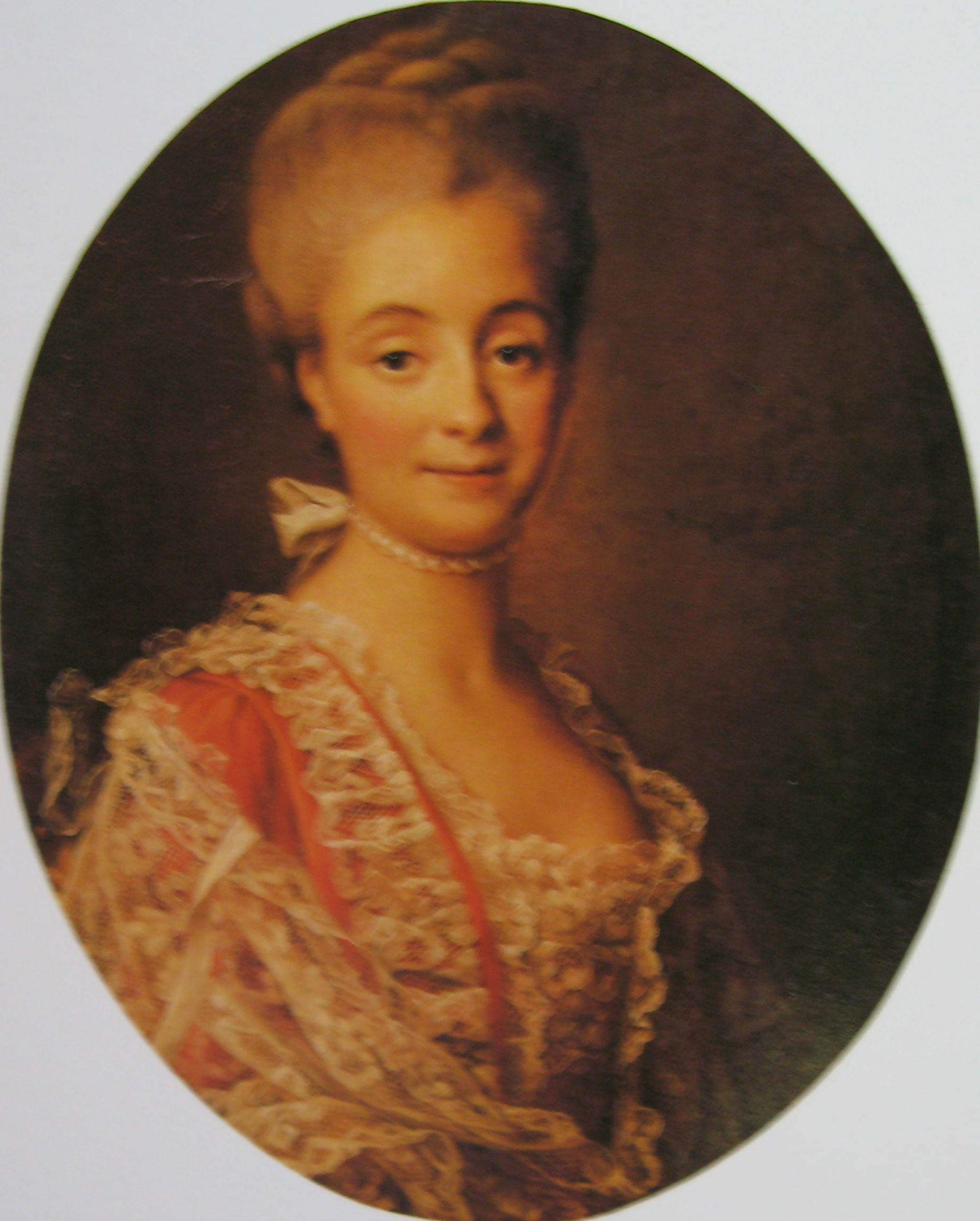
『ロイ夫人の肖像』（1765年頃作）
アルジャンタン・レースの衣装を身に付けている

18世紀前半にはレースの需要が大変に高く、どんな種類のレースであっても好んで用いられた。1720年から1760年頃、全ヨーロッパで生活水準が上昇し、最下層の人々以外のあらゆる市民が、奉公人や田舎の人であってもレースを身に付けるのが普通であった。ほとんどの人がフランドル地方のレースを身に付ける中、フランスのニードルレースは特権的なレースという地位を保っていた。ニードルレースの生産量はボビンレースに比べると少なく、また財政援助の中止により、多くの王立製作所は消滅したが、アランソンとアルジャンタンは王立製作所の本部であったという威光で経済的に独立し、その地の数万人の人々に糧をもたらしていた。1745年、アランソンレース、アルジャンタンレースという表現が用いられている。18世紀は各地のレースが特徴を強めた時代であったが、技法は容易に模倣され、流行したレースはいたるところで作成された。レースの名前が必ずしも産地を保証するものではなかったが、技術的、様式的に非常に高い品質のものは、原産地以外ではほとんど作成されなかった。
ノルマンディー地方の他の小都市とは区別して、当時の財産目録ではディエップ、ル・アーブル、フェカン、オンフルールのレースが尊重されている。北部では、スダンでニードルレースが作られた以外は、全地域でボビンレースが作られた。ヴァランシエンヌは1678年にフランス領となったが、フランドル地方のレースをしのぐのは1840年以降である。
ル・ピュイ＝アン＝ヴレ周辺の地方は19世紀末までレースを量的に作っていたが、特色のないレースであった。ルーアン、カーンではボビンレースを多量に作っていたが、話題になることはなかった。
ルイ15世の1765年1月の請求書によると、当時のレース1オーヌ（1オーヌ=1.20m）の価格は、以下のようになっている。
女性用のアンガシャント（カフス）はフリルを付けられ、三重四重に重ねられていたため、一組のアンガシャントに4オーヌのヴァランシエンヌを使用すると、760リーブルのレースが必要であった。同時代のヴァランシエンヌ女工の平均年俸は156リーブルであった。
ルイ16世の初期には、服装は極端に大げさなものとなり、風刺家たちの笑いの的となったことの反動として、簡潔さへ向かった。男性は前世紀に比べるとレースを身に付けなくなった。ジャボ、クラヴァット、カフスの揃いが男性のおしゃれであった。18世紀前半にはほとんどがボビンレースで作られていたが、後半にはほとんどニードルレースだけとなった。1760年代の思想の変化やジャン＝ジャック・ルソーの小説「エロイーズ」（1761年）やゲーテの「若きウェルテルの悩み」（1774年）によるロマンティックな風潮の始まりにより、男性が色々な分野、特に服飾において、女性と距離を置くようになった。18世紀末に向けて紳士服が「男らしい」ものとなる傾向を示し、19世紀始めに決定的なものとなった。女性も1764年のポンパドゥール夫人の死により、服飾流行に決定的な変化がもたらされた。時代は簡素化に向かい、女性は身持ちの悪い豪華な人形ではなく、清純と弱さのシンボルとなった。女性は白く軽い布地服を着るようになった。
需要の減少はレース産業に大きな影響を及ぼし、1770年、アランソン市の助役であり弁護士でもあったオリビエ・ド・サンヴァストがレース製作所の所長に手紙を送り、「アランソンとアルジャンタンのレース製造を完全に衰退させぬため、マリー・アントワネットに少なくとも週1回、レースを着るように勧めなければならない」と述べている。王妃のモード商人であるベルタン嬢とエロフ夫人の請求書によれば、王妃は逮捕の直前の1792年8月にもレースを注文していた。
この時代のローブにレースがつけられている場合、絹のブロンドレースである。デザインが簡単で編み目が大きく比較的短期間で作成できたため、ヨーロッパ各地、特にフランス、スペイン、ヴェネツィアの孤児院や慈善施設の子供によって作られた。
18世紀に流行した主なレースの種類は以下の通りである。

### ニードルレース
アランソンレース1700年頃よりアランソンレースの技術的特徴が始まる。ブークレのある網目レゾー、モードと呼ばれる変わり編み目などである。18世紀の初頭にしなやかな軽いレースが流行し、アランソン特有のレゾーであるブークレとブークレの間に、モチーフ間の斜め糸を同時に掛ける小さなブークレがあった。ブークレは1775年頃までは糸の束をボタンホールステッチでかがったブロッド、その後は馬の毛が使われた。
18世紀前半のアランソンレースのモチーフはボビンレースに似ていた。1740年以降、すっきりとしたグランドになり、そこにロカイユ方式のメダイヨンが散在する。18世紀半ば以降メダイヨンがなくなり、レゾーの細かい網目はモチーフより控えめとなった。1780年以降、レースの縁の「川」状の部分がこの時代の唯一の装飾となって流行した。
アルジャンタンレースアランソンレースとの違いは、ピコットのないボタンホールステッチでかがった六角形のブリッドのレゾーであった。アルジャンタンでは18世紀半ばまで大きくて重いレゾーを作り続けた。1770年以降、ボタンホールステッチの代わりに一本の糸をき付け軽くしたが、見栄えのしない外観となった。
1750年以降のアルジャンタンのデザインはアランソンと区別できなくなった。レゾーの技法にのみその名を残し、両方の都市で2種類のレゾーが同じようにつくられた。
ポワン・ド・スダン1740年頃までは、ポワン・ド・フランスと同じような、ピコットのある大きなブリッドのレゾーであり、18世紀末には、輪のある編み目レゾーとなった。ポワン・ド・スダンは特別な技法ではなく、特別な様式を表していた。インド、ペルシャの影響が感じられ、他のニードルレースに比べ、しなやかで色が繊細でしばしば黄色がかっていた。ベルギーのブリュッセル、アランソンで作られた。ポワン・ド・スダンと同じ方法で作成されたレリーフのない小さな作品に対して、「ポワン・アラ・ド・ヴニーズ・ア・レゾー」、「ポワン・タングルテール」、「ブリュッセル」の名で呼ばれた。

### ボビンレース
ヴァランシエンヌ18世紀には連続糸のボビンレースであった。網目は当初円いものであったが、1740年頃、四角くなった。グランドは非常にはっきりとし、輪郭は明確で、緻密なクリームのような白さが特徴であった。フランスのレースはヴァランシエンヌの影響で、ニードルレース以上の評判を得た。
リール連続糸のボビンレースで、フランドル地方のメヘレンと同じように、太い糸で縁取りするが、レゾーが「明るいグランド」と呼ばれる、2本糸を交差させる網目であった。起源は16世紀末にさかのぼるが、1750年頃から大規模に作られ始めた。リール近くのアラスや、フランス各地、デンマークのトゥナー、スウェーデンのワルステナ、イギリスのミッドランドでも作られた。イギリス風のものは、バックス・ポイントと呼ばれている。
ブロンド連続糸のボビンレースで、中央の針穴のある網目のレゾーが特徴であった。使われる糸は、クリーム色の絹糸で、それがこのレースの名前となった。黒い絹糸、色絹糸、金属糸でも作られた。17世紀よりパリの北部地方で生産されていたが、1760年以降に話題となった。金銀糸のレース以外は高価ではなかった。四つ葉のクローバーのような単純なモチーフで、その大きな網目の穴に造花の枝やリボンを通した。簡単で早くできるので宗教施設や福祉施設で生産された。生産地はフランスのカーン、ルーアン、イタリアのヴェネツィア、スペインであった。

## フランス革命から19世紀

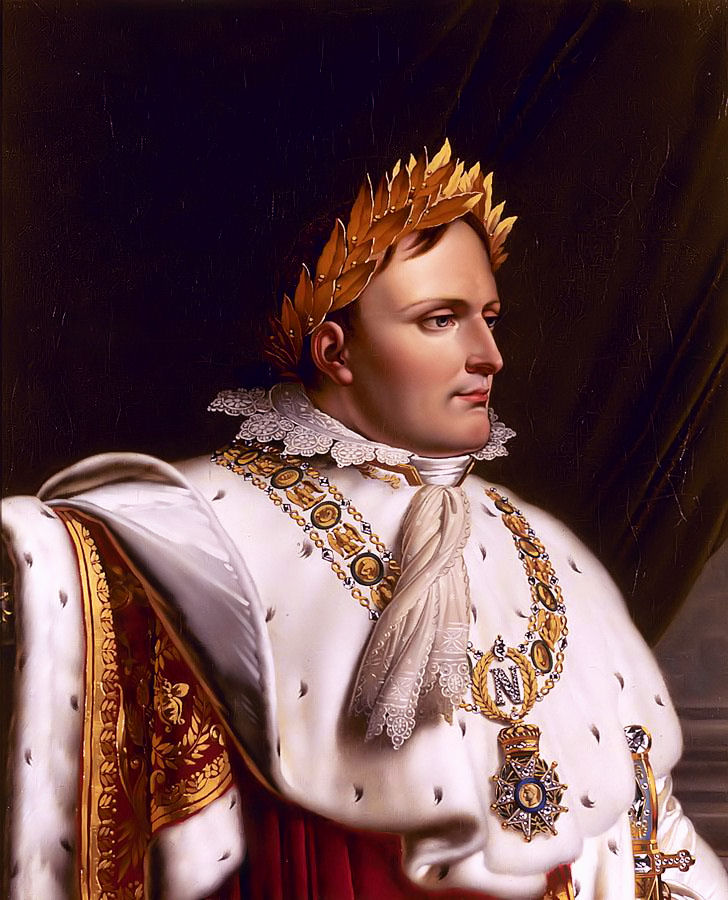
ナポレオン1世（1769年 - 1821年）
ナポレオンは戴冠式でブーヴリ社に注文したアランソンのシャボを身に付けていた。

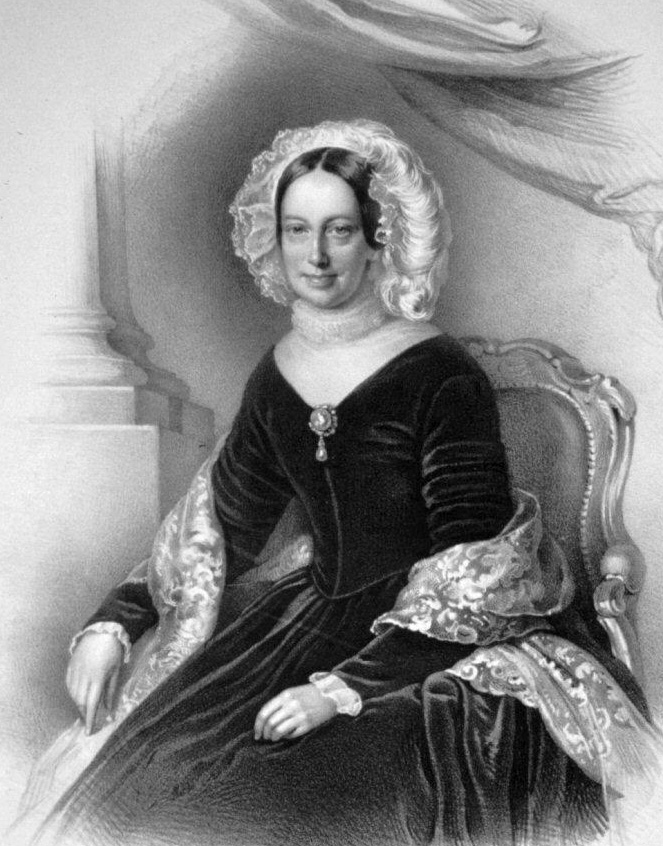
マリー・ルイーズ（1791年 - 1847年）
ナポレオンの2番目の妻

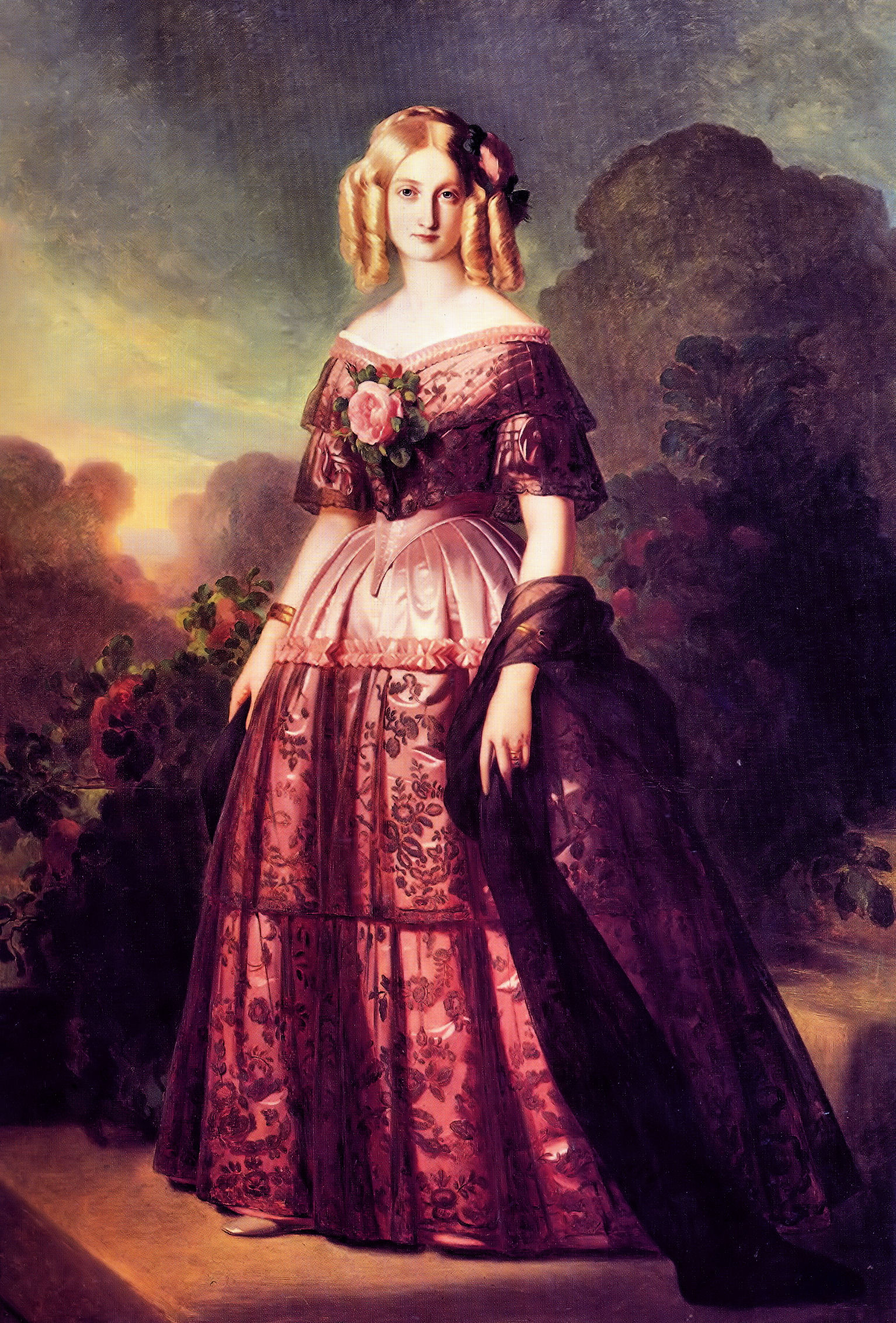
マリー・カロリーヌ・ド・ブルボン＝シシレ (1822-1869)
オマール公アンリの妃
黒いシャンティイレースを2段につけたドレスを着ている

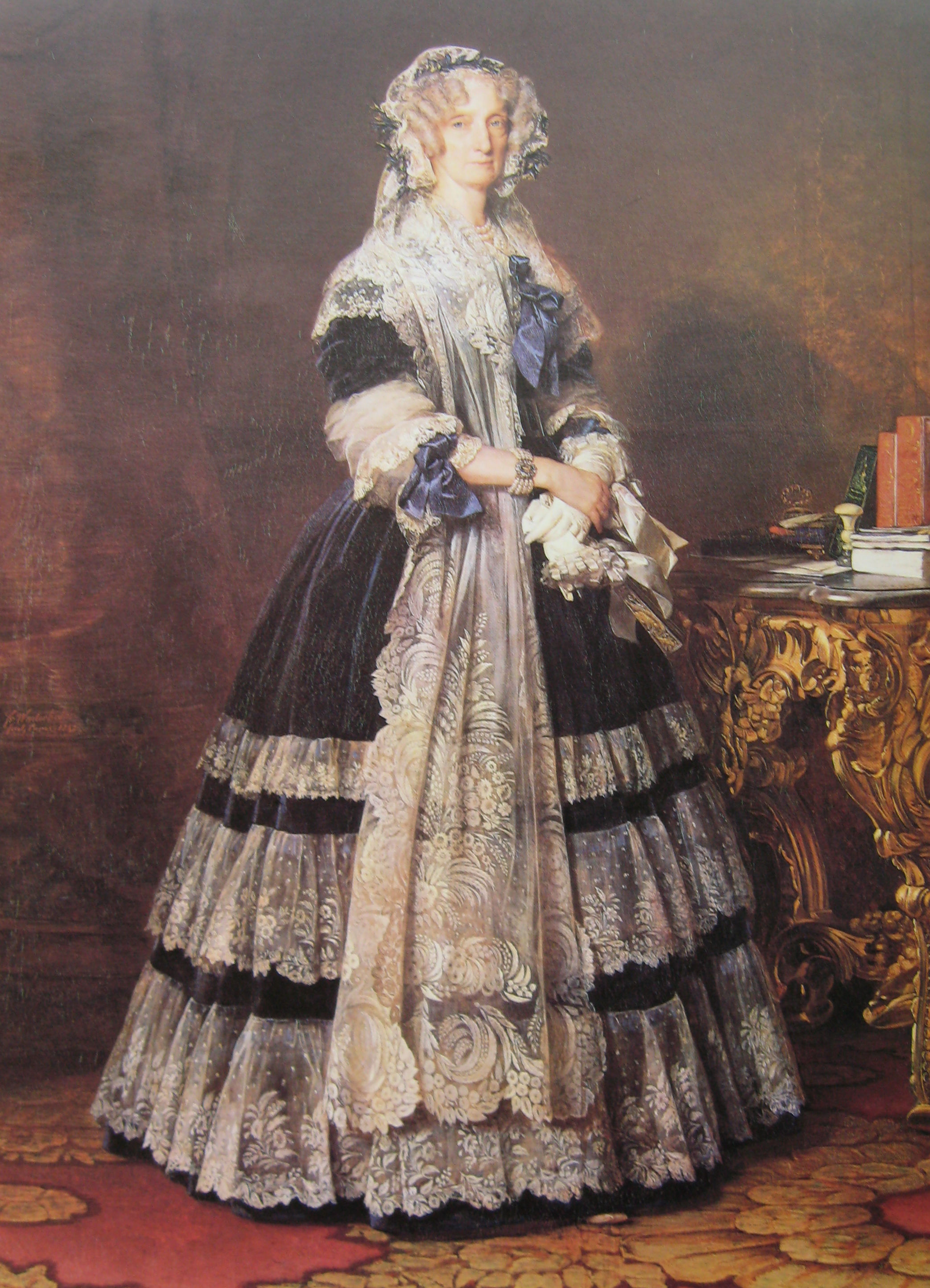
マリー・アメリー・ド・ブルボン（1782年 - 1866年）
ルイ・フィリップの妃
絹のブロンドレースの衣装を着ている。1840年の典型的な白い花のデザイン。

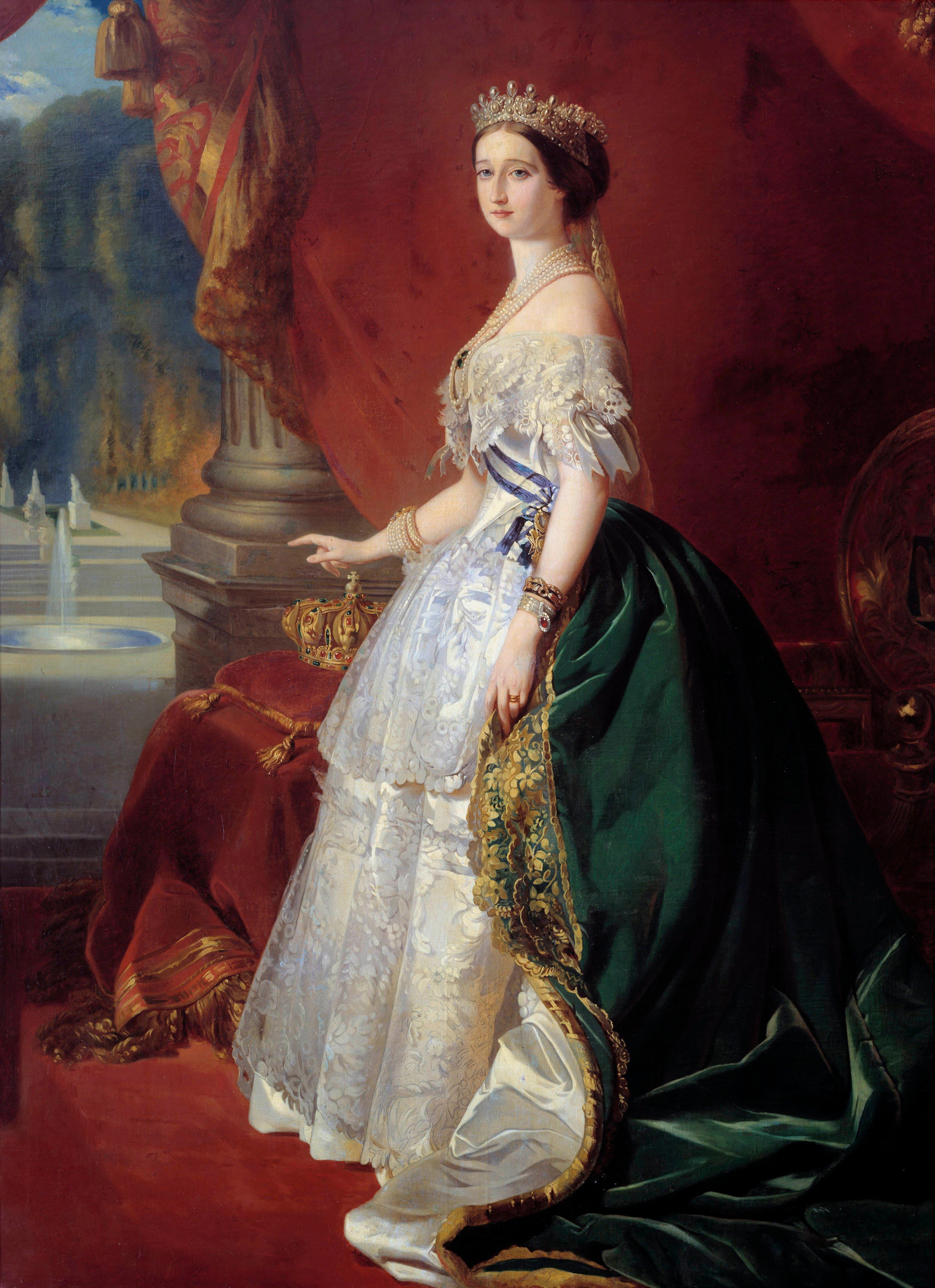
ウジェニー・ド・モンティジョ（1826年 - 1920年）
ナポレオン3世の皇后
彼女が1855年に着たクリノリンのドレスは流行となり、レースを発展させた

1789年からのフランス革命の大動乱の前より、レースは流行から外れていた。ペティコート、キャミソール、パンタロンなどの下着にレースが使われたが、人目に触れないことであまり手を掛ける必要がなくなった。共和制の成立後、細々とレースを作成していたレース産地では、レース生産を再開したが、連続模様の幅の狭いものがほとんどであった。
そのような中、1792年2月、フランス革命政府の商務兼内務大臣サン＝ジュストは、レース生産を再開したいアランソン市議会に、助成金の交付を承認した。ナポレオンは、コルベールと同様に商業的理由と国家的な威信を高めるためにも、贅沢産業を奨励し、新しい帝室儀典書では宮廷の公式レセプションには、男女共にレースの着用が義務付けられた。ナポレオン自身も1804年の戴冠式でブーヴリ社に注文した、アランソンのシャボを身に付けた。しかし、帝室議典書でレースの着用を義務付けても、男性はどうしても着用しなければならないとき以外はレースをつけなかった。当時の男子服は地味な色のウールのラシャになり、デリケートな色の刺繍が施されていた。19世紀のファッションにおける男性の役割は、女性と競い合うことではなく、女性を引き立てることであった。レースはこの時以来、男子服から消滅した。
ナポレオンの2番目の妻、オーストリア皇女マリー・ルイーズは、様々な種類のレースを所有し、当時フランスに併合された南フランドル地方のレース産業にも助成金を出すため、アランソンレースより、ブリュッセルレース（アングルテール）が多く后妃のリストに載っていた。ナポレオンが彼女に支給した8万フランのうち、およそ7万フランがレースとなった。レースが威光を持ち続けたのは帝室の注文によるところが大きい。
ヴァランシエンヌは室内着や下着として用いられ、若い女性の下着は全てヴァランシエンヌで飾られた。ヴァランシエンヌの町では作られなくなったが、フランス北部のベイユール、ベルギーのブラバン地方のイープル、ヘント(ガン)では、現在もヴァランシエンヌの最高級品を作っている。
一方、ブロンドレースは本物のレースとは違うものに発展していった。縁だけがモチーフで飾られた、一種のチュールレースとなった。制作方法も変化し、リールと同じような、交差した2本の糸で作られるレゾーとなった。1803年以降、ブロンドレースの展示会はカーンで行われた。1825年から1835年には、18世紀末に大流行したカシミアショールの装飾から、絹のブロンドレースが作られた。1830年以降、白いウェディングレースやヴェールが花嫁衣裳として用いられた。パリの北のシャンティイとその周辺で1840年代まで生産された。
19世紀初期には、宮廷や都市の服飾流行とは別に、レースは農村地方の衣装にも影響を与えた。地方の農村ごとに近隣とは異なる様々な衣装を作り出した。従来の白いボンネットに変わり、頭につける衣装（コアフ等）が発展し、地方によっては巨大になり、多くはレースで飾り立てられた。田舎風のレースが市民階級の女性の衣装に影響を与え、1830年によみがえった。かぶり物に使うレースは、モチーフが見分けられないほどプリーツでたたまれていた為、質よりも量が求められた。
1809年、イギリス人ジョン・ヒースコートが機械レース生産技術の特許をとり、機械チュールが生産されるようになった。第一次産業革命により、富裕になったヨーロッパの市民階級は、納得のいく品質のレースなどの製品を、機械で作るようになった。皇帝ナポレオン失脚直前の1812年には、機械チュールの登場により、レース産業は影響をうけていた。フランスのレース製造協会会長のド・ランスが帝政政府に、機械製チュール着用禁止の要請書を提出したが、あまり効果はなかった。機械チュールの発展によって、アップリケの技法が誕生した。ニードルレースやボビンレースでモチーフを作り、機械レースのグランドにアップリケした。ミルクールとル・ピュイは、レース製造で活況を呈した。10万人以上のレース工女があらゆる種類のレースを作成していた。17世紀のレースをまねて作られたレースもあった。
19世紀には産業博覧会が盛んに開かれた。古いレースと並んで新しいレースが好成績を収めた。レース業者は、古いレースをすばらしい様式を作り上げる着想源にして、一つのレースのデザインに、ルイ14世、ルイ15世、ルイ16世スタイルを無造作にまぜたパターンブックを作った。1839年のパリ博覧会では、ミルクールとル・ピュイの製造業者が賞賛を得た。ミルクールレースは、1867年万国博覧会でも絶賛されたが、歴史に残ったのはル・ピュイであった。ル・ピュイは当時のフランスのボビンレースの最も需要のある産地であった。
第二帝政下のフランスでは、植民地化と貿易の世界拡大によって、前代未聞の繁栄を経験した。ノルマンディーでは、中流資産家を対象としてレースを生産した。1850年から1870年に流行した巨大なクリノリンスカートは、17メートルもの生地を必要とし、クリノリンの上かつてないほどの豊富なデザインが展開し、レースを発展させた。レースの需要が大きくなり、模造品が多く流通した。フランスのレース生産は世界をリードしていたが、生産量は世界市場を満たすことができなかった。
アランソンやアルジャンタンのニードルレースは、ナポレオン3世の皇后ウジェニー・ド・モンティジョに好まれた。ボビンレースの黒いシャンティイやニードルレースのアランソン・アルジャンタンの製造は、フランスの大企業家オーギュスト・ルフェビュールの手により、専門化による分業で集約的に生産し、流行の変化にも対応できるようになった。手工的な技は機械レースとは区別され、讃えられていたが、次第に機械レースの熟練工が完璧に模倣できるようになり、区別は難しくなっていった。
ベルギーでは多量のヴァランシエンヌ、ポワン・ド・ガース、ブリュッセル・アップリケ、新しいタイプのボビンレースである「デュシェス」を生産した。ポワン・ド・ガースはアランソンレースの模造品であり、ブリュッセル特有のものであった。全てニードルレースで製作する非常に高価なレースで、アランソンレースの地味な感じとは対照的であった。ノルマンディーでもポワン・ド・ガースを作り始めた。デュシェスはブリュージュ地方で大量に生産された。網目のレゾーがなく、モチーフが互いにブリッド・ナッテでつながっていた。これにポワン・ド・ガースのメダイヨンをはめ込むこともあった。
1870年に第二帝政が崩壊し、フランスでは経済的・社会的苦難が続いた。レースは大流行していたが、機械があらゆるレースを模倣するため、19世紀末にはレースは機械レースと同義語となり、手作りレースは芸術品となった。1883年にはドイツで新しい機械レース、ケミカルレースが開発され、レリーフのある全てのレースの模造が可能となった。
手作りレースの伝統的な顧客である貴族階級は、機械に真似のできない古いレースを大事にした。当時の「モニトール・ド・ラ・モード」誌は、上流階級の雑誌と銘打ってヨーロッパ宮廷のレセプションや結婚の衣装について詳細に伝えた。古いレースを集めることが流行し、個人も大博物館と競って最も珍しいものを集めようとした。レース展示で世界一といわれる美術館のうちの一つは、パリのクリュニー美術館で、1851年より展示している。ルフェルビュールやレスキュールのような、フランスの大商人や製造業者が築いたコレクションは、パリ装飾美術館に寄贈・転売された。1890年以降、第二次世界大戦までは、ヨーロッパの都市では頻繁にレースと刺繍の展覧会が開催された。
19世紀に流行した主なレースの種類は以下の通りである。

### ニードルレース
アランソンレース技法は18世紀と同じであるが、1855年に陰影のあるモチーフが登場した。実物に非常に近い明暗法でパターンの効果を高めるようにモチーフの中に一連の網目を作った。
レースの生産はフランス商人によって大規模に展開された。特にルフェビエール製造所の製品には、硬い感じにする為に、モチーフや縁取りのピコットに馬の尾の毛を入れたことである。これらのレースは大抵の場合麻糸製であったが、木綿も導入し始めた。貧弱だったデザインは、第二帝政期に過剰と思えるほど豪華なものとなった。
アルジャンタンレース18世紀のようなボタンホールステッチかインドで発達した二重糸の網目レゾーを使った。ほとんどのアルジャンタンは17世紀、18世紀のパターンを下敷きにしたものであった。大商会が万国博に展示することはなかった。
ポワン・ド・ガースアランソンにかなり似たものであった。ボビンレースによるアップリケ技法により、大きな作品を作った。舞踏会や結婚式の扇面としてよく用いられたが、象牙や貝製の扇の骨によくあった。

### ボビンレース
マリーヌ19世紀前半、多くは農民のかぶりものを飾る為に使われ大流行した。行商人がどんな辺鄙な村にもマリーヌを持ち運び、地方の衣装にふんだんに使われた。ベルギー、スペイン、イタリアで作られていた。
機械のマリーヌは1850年から1960年に作られはじめ、急速に手作りのマリーヌにとって替わった。19世紀後半のノルマンディーやブルターニュのレースのかぶりものや、その他のアクセサリーは、ほとんど機械レースで作られた。
バンシュ19世紀にはほとんどレースが作られていなかった。ポワン・ド・ネージュの特徴を持つ機械レース、ポワン・ド・フェが18世紀末にバンシュで製造された。
リールマリーヌと同様、安価で単純な模様のレースであった。19世紀には綿糸で作られた。ベルギーで多量に作られ、その内ベーヴェレン・ヴァスのデザインは特徴的で、「ポランカント」と言われたモチーフと1830年代のカシミアのモチーフから考案された。
ル・ピュイ、ル・クリュニー幾何学デザインの連続糸のレースで、多くのポワン・デスプリを含んでいた。ル・ピュイの太い絹糸によるギピュールと白糸のル・クリュニーはゴシックと呼ばれた感覚が特徴である。機械ボビンによるクリュニーレースは、円形にレースを作り、手作りのクリュニーレースと区別するのは困難である。世界中に最も広まったレースとなり、ほとんどは女性の手芸品として、フィンランド、スペイン、ブラジル、マダガスカル、北アメリカ、アジアに広がった。
シャンティイ黒い絹を使った連続糸のレースである。17世紀半ばに、イル＝ド＝フランスで作られたのが起源で、1840年代以降ノルマンディーで多くは作られたが、評判になるといたるところでつくられ始めた。ベルギーのシャンティイはフランスのものより、色が濃く黒っぽい。バイユのものは、チャコールグレーである。
モチーフは格子状に作られ、太い糸で縁取りされた。レゾーは一般に、「フォンシャン」と呼ばれる、2本糸を交差させて三角形を作った網目、またはリールの網目で作られている。比較的細い帯状に作られ、それを完璧に縫い合わせるポワン・ド・ラクロックは、1850年に発明され、当時流行の幅広のフリルや、巨大なショールを作ることができた。
機械レースが模倣するようになると衰退した。機械のシャンティイは編み目が格子状でなく、ニット効果の網目であることで見分けられる。
バイユーボビンレースは17世紀にさかのぼるが、フランス中に知れ渡るのは19世紀になってから、1829年のルフェビュール商会の設立による。あらゆるレースを作成し、高い品質の製品を作成した。
ヴァランシエンヌ19世紀技法が急激に変化した。連続糸のレースではなく、切断糸のレースとなり、レゾーよりトワレに多くの糸を使った。補充した糸はモチーフの裏で切り取る方法は、1830年代のベルギーで発明され、流行した。この方法は速く、大きな作品を作れた。
フランス北部の非常に小規模な生産地を除けは、ベルギーが唯一の生産地となった。

### 機械レース

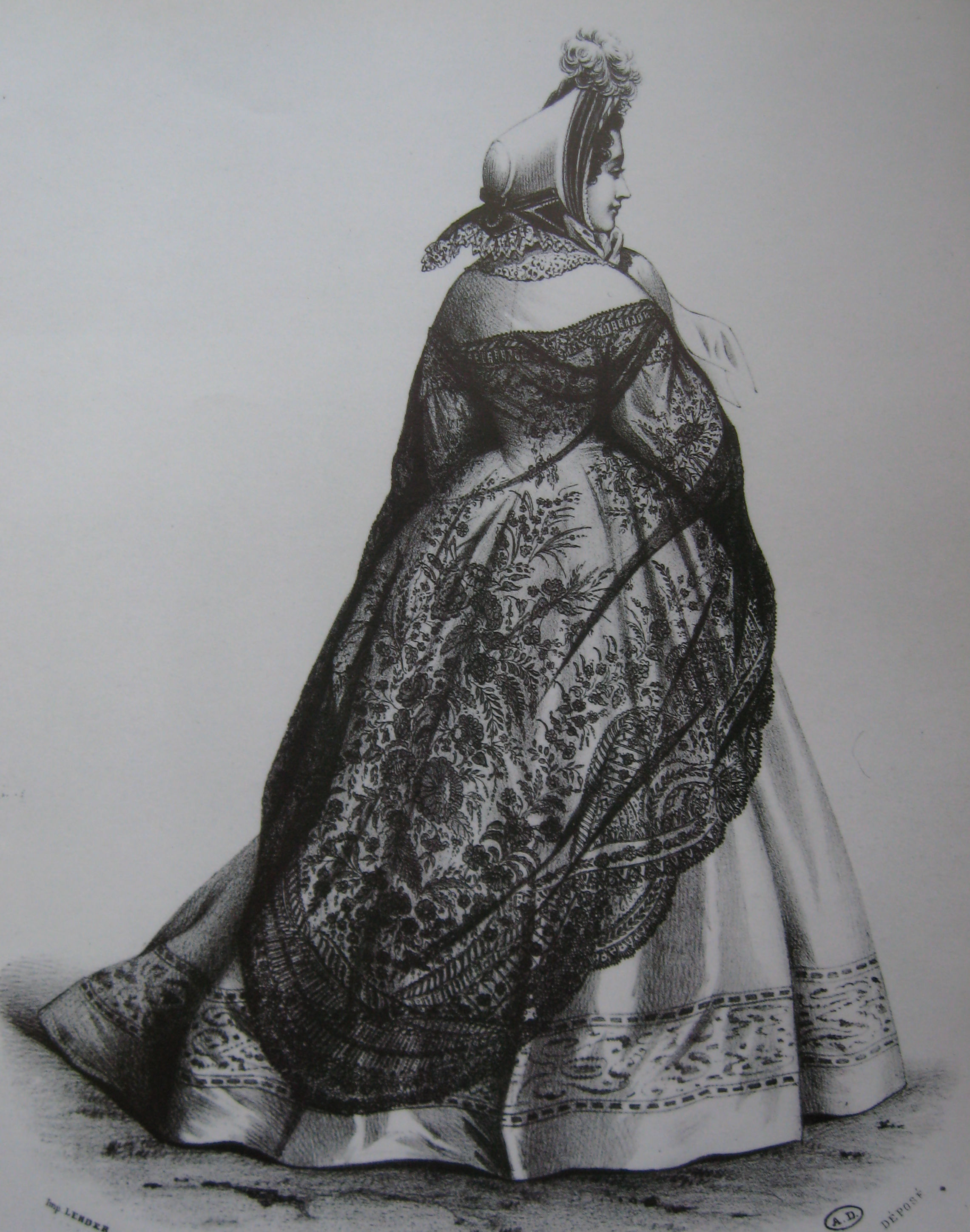
ファッションプレート（1865年頃製作）
機械で作成されたシャンティイレース

当初のレース織り機は、1808年にイギリスのノッティンガムにおいて、労働者ジョン・ヒースコートにより作成された。シャリオと呼ばれる軸に固定した金属製の円盤の糸巻きに緯糸を巻き、シャリオが経糸の間を通過することで糸が絡み合いレースが作成される。機織機に似ているが、経糸も横に移動し、シャリオの緯糸そのものも前後に移動する。その後、多くの改良がされたが、原理は同じであった。
フランスに導入されたのは、フランスのサン・ピエール・レ・カレにより密輸されたことによる。当初の機械はチュール地のみ生産した。1830年頃、ジャガード機構が取り入れられ、本物に近いレースの製造が可能となった。作ろうとするデザインのパンチカードを用い、モチーフに応じて経糸を動かすことで作成した。
技法は第二帝政の初期頃に整備され、機械レースはそれ以降の産業博覧会でよい成績を収めた。絹、木綿、ウールを用いて、シャンティイ、ブロンド、ヴァランシエンヌ、クリュニーなど主にボビンレースを模倣した。シャンティイのような太糸が必要なレースは、当初、手で挿入した。フランスの機械レースの主要産地は、カレー、リヨンであった。
1883年にドイツで、ケミカルレースが開発された。絹の布地に木綿糸でモチーフを刺繍し、絹の布地を強アルカリ性溶液で溶かし、モチーフだけを取り出す方法である。サン・ガル地方のスイス人が改良し、鉤針編み、グロ・ポワン・ド・ヴニーズなど、レリーフのある全てのレースに適用され模造品が生産された。

## 20世紀以降
1920年代には、大量のレースが消費された。ほとんど機械レースであるが質は保たれ、チュールのドレスの裾にレースのフリルをつけることが流行した。手作りレースは、フランスやイギリスの植民地で作られた。ポワン・ド・ヴニーズは、チュニジア、アルジェリア、マダガスカル、ベトナムなどで、ポワン・ド・クリュニーやド・ラ・マルテーズはインドで、ポワン・ド・ミラノとポワン・ド・ブリュッセルは中国で作られた。
一方、本国の手作りの芸術的なレースは世紀転換期頃には低調であった。19世紀末以降、レースが芸術として認められ、レースのデザインコンクールがいたるところで開催されるようになったにもかかわらず、手作りレース工たちのほとんどは芸術的な作品を作る為に何年も費やすことができず、そうしたいとも思わなくなって、ありきたりのデザインの小物しか作らなくなった。
そのような中、20世紀初頭、当時流行していたアール・ヌーヴォー様式の要素を取り入れたデザインが芸術家達により作られた。最も際立ったのは、フランスとオーストリアであった。フランスでは、1904年のパレ・ガリエラでの展覧会のあと、フランスレース協会が設立され、レースデザインコンクールを組織した。ル・ピュイ教習所がこのコンクールに参加した。ボビンレースを製作した、ル・ピュイ教習所のジョアンヌ・シャレイエの作品は、すでにアール・デコの到来を告げるものであった。
1911年、パリ装飾美術館で開催された「女性の美術展」に、レスキュールが設立したジェルゴヴィア・レース製作所のニードルポイントのモデルが多数展示された。これらはオーレという人の作と推測されている。有名なレース会社メルヴィル・メッツァーラのデザイナー、ポール・メッツァーラ、マルセル・メユー、モーリス・デュフレーヌの構成の現代性は反響を呼ばなかった。
ガブリエル・シャネルは、1939年4月29日のリリュストラシヨン誌で以下のように述べた。
第二次世界大戦でヨーロッパの手作りレースは決定的に絶え、観光客向けのレース製作所を除けは、いまだにレースを作っている人は数少ない。
1950年代まで、フランスの機械レース産業は順調であったが、リヨンのドニャン社は1984年に200年の歴史を閉じ、マレスコ社が存続している。機械レースの新しい市場は、女性の下着、特にブラジャー、スパンデックスとの混紡によるガードルである。マルセル・ロシャが女優メイ・ウエストのためにデザインした衣装により、黒レース製のウエストニッパーが流行した。
1970年代のレースは18世紀末と同じ状況におかれた。誰もがレースのことを知っていても、レースはどこにも見当たらなかった。機械レースでさえも流行から離れた。ユニセックス・モードの流行により、女性的なイメージを思い起こさせるレースは古臭いイメージを持った。
1977年、イヴ・サン＝ローランが黒いシャンティイレースをドレスに使って以来、久々にクチュリエやデザイナーがレースを使い始めた。1988年にはどのコレクションでもレースが打ち出されるようになった。フォーマルドレスや白のウェディングドレスの復活も、レースの人気回復を表している。ツイードやグレンチェックのスーツにレースを使うという、新しい使用法がされ始めた。ジャン＝ポール・ゴルチエが提案した男性用の服は、最もエキセントリックな前衛である。